# Wholetrain
Wholetrain è un film del 2006 diretto da Florian Gaag.
È considerato il film "cult" di Florian Gaag, prima pellicola cinematografica di produzione tedesca che ha per protagonisti dei writers. Il film è stato concluso nell'ottobre del 2006 e narra le vicende di due differenti crew: la KSB (Keep steel burning) e la ATL (Above the law) che combattono nella loro città per affermarsi come migliori.

## Colonna sonora
La colonna sonora originale è stata prodotta da Florian Gaag. Le altre musiche sono state composte da KRS-One, Afu-Ra, Freddie Foxxx, Grand Agent, Planet Asia, O.C., El Da Sensei e Tame One.

## Distribuzione

### Festival
- Edimburgo International Film Festival
- Zlín International Film Festival per bambini e giovani
- Jeonju International Film Festival
- Philadelphia International Film Festival
- Winston-Salem RiverRun International Film Festival
- WorldFest Houston International Film Festival
- Crossing Europe Film FestivalLinz, Austria
- Bradford International Film Festival
- Festival dei nuovi Film di Germania, Austria e Svizzera a Washington
- Berlin & Beyond Film Festival, San Francisco
- Gijón International Film Festival
- International Film Weekend a Würzburg
- Łódź Camerimage International Film Festival
- Tallinn Black Nights Film Festival
- Helsinki International Film Festival
- Durban International Film Festival
- Lola Film Festival dei Film Nominati per i German Film Awards
- Salerno International Film Festival

## Riconoscimenti
- Hip Hop Odyssey Film Festival New York - Miglior Film
- Boston International Film Festival - Miglior Film
- Urban World Vibe Fim Festival New York – Miglior Film
- Cologne Conference – Miglior Film
- Starter Film Award, Città di Monaco di Baviera - Miglior Film
- Sarajevo International Film Festival – Miglior Film per giovani
- Exground International Film Festival – Miglior Film per giovani
- Berlin International Film Festival – Miglior dialogo in prospettiva